# ملک فاروق
فاروق یکم (به عربی: فاروق الأول) که بیشتر به عنوان ملک فاروقشناخته می‌شود، پسر ملک فؤاد و از نوادگان محمدعلی پاشا بود. وی پادشاه ماقبل آخر مصر از خاندان محمد علی بود که جد اعلایش آن را در پی یک حکم انتصاب دربار عثمانی به دست آورده بود.

## سال‌های آغازین
وی به عنوان اعلی‌حضرت سلطنتی فاروق بن فؤاد، شاهزادهٔ موروثی مصر و سودان، در ۱۱ فوریهٔ ۱۹۲۰ (گویمادها اول، ۱۳۳۸ در سال‌های مسلمان) در کاخ عابدین، قاهره، فرزند ارشد سلطان فؤاد یکم (بعداً پادشاه فؤاد اول) همسر دوم او، نازلی صبری زاده شد.
نژاد او شامل ۱۰/۱۶ چرکسی (دو طرفه)، ۳/۱۶ ترکی (دو طرفه)، ۲/۱۶ فرانسوی (مادری) و ۱/۱۶ آلبانیایی (پدری) تبار بود. فاروق همیشه به میراث آلبانیایی خود افتخار می‌کرد و به عنوان پادشاه، توسط ۳۰ محافظ آلبانیایی محافظت می‌شد زیرا آلبانیایی‌ها را تنها افرادی می‌دانست که می‌توانست به آن‌ها اعتماد کند. فاروق علی‌رغم اصالت آلبانیایی خاندانش، به‌طور مشترک با سایر اعضای نخبهٔ عثمانی مصر خون چرکسی بیشتری در او بود، زیرا محمدعلی بزرگ و جانشینان او علاقه به کنیزان چرکسی خود داشتند، که یکی از با ارزش‌ترین دارایی‌های یک مقام عثمانی بود.
فاروق در کودکی مادربزرگ خود، زنی با یک بازو را ملاقات کرد. زبان‌های اول فاروق ترکی و فرانسوی (زبان‌های نخبگان مصری) بود، و او همیشه خود را مصری می‌دانست تا عرب، و علاقه‌ای به ملی‌گرایی عرب نداشت جز راهی برای افزایش قدرت مصر در خاورمیانه. تا پیش از انقلاب ۱۹۵۲، اشرافیت تورکو-چرکس کمتر از ۱٪ از جمعیت را تشکیل می‌داد، اما ۳/۴ از تمام زمین‌های کشاورزی مصر را در اختیار داشت.  مصر تحت حکومت خاندان محمدعلی با شدیدترین نابرابری در درآمد در جهان مشخص می‌شد زیرا ثروتمندان در مصر تمایل داشتند که بسیار ثروتمند باشند در حالی که فقرا تمایل زیادی به فقر داشتند.

## خلع قدرت
وی سه روز بعد از کودتای ۲۳ ژوئیهٔ ۱۹۵۲ مجبور به استعفا از سلطنت به نفع پسر شش‌ماهه‌اش فؤاد شد. دوران سلطنت فؤاد دوم هم تنها یازده ماه بود و بعد از آن نظام سلطنتی در مصر حذف و جمهوری اعلام شد.

## مرگ
او سرانجام در ۱۸ مارس ۱۹۶۵ در رم بر اثر عارضهٔ قلبی درگذشت. مرگ او در سن ۴۵ سالگی در غربت و تنهایی به‌وقوع پیوست.

## خویشاوندان
خواهر او فوزیه، ۱۰ سال همسر محمدرضاشاه پهلوی آخرین شاه ایران بود.

## در آثار سینمایی
مجموعهٔ الملک فاروق که به زندگی او می‌پردازد در مصر ساخته شد که در روزهای ماه رمضان سال ۲۰۰۷ از تلویزیون مصر پخش شد.